# Дэлуун
Дэлуун (монг. Дэлүүн) — сомон аймака Баян-Улгий, Монголия.
Центр сомона — посёлок Рашаант — расположен в 160 километрах от города Улгий, и в 1600 километрах от столицы страны Улан-Батора.
В сомоне есть школа, больница, торгово-культурные центры.

## Население
Большую часть населения составляют казахи. Население на 2009 год 7133 человека.

## География
С запада на юг простираются горы Алтайского хребта (до 3800 метров), с севера — хребет Дэлуун. По территории сомона протекает более 20 рек, есть озёра ледникового происхождения. Водятся горные бараны, волки, лисы, корсаки, снежные барсы.
Имеются запасы железной руды, вольфрама, угля.
На территории сомона расположено крупное озеро — Тал-Нуур.